# Phaedon magnificus
Phaedon magnificus is een keversoort uit de familie bladkevers (Chrysomelidae). De wetenschappelijke naam van de soort werd in 1985 gepubliceerd door Lopatin in Lopatin & Kulenova.